# Hernando de Alcocer
Hernando (O Sando) de Alcocer fue un conquistador español que nació en Puebla de Alcocer (Badajoz) hacia 1510, era hijo de Pedro González de Alcocer y de Isabel González. Como en su tiempo las aspiraciones socioeconómicas de la juventud extremeña estaban orientadas hacia las tierras del Nuevo Mundo; y deseando Alcocer cambiar de horizontes, solicitaba el permiso oficial para embarcarse hacia Indias. El 28 de junio de 1528, obtenía licencia de la Casa de Contratación de Sevilla para trasladarse a Santo Domingo (República Dominicana).

## América en época de Hernando de Alcocer
La parte continental suramericana de la zona del mar Caribe, conocida entonces como Tierra Firme, (en lo referente al actual territorio venezolano) durante los primeros años del siglo XVI, esta comarca era visitada por esclavistas. Ante los desafueros cometidos, las autoridades hispanas de Santo Domingo tomaron cartas en el asunto y a partir de 1525 Juan de Ampíes sería el encargado de proteger a los indios del litoral occidental venezolano y de las islas adyacentes de Aruba, Bonaire y Curaçao. 
Pero como las estructuras sociopolíticas modificaban las trazas territoriales, poco tiempo iba a durar la paz y la tranquilidad en aquellos contornos que gobernaba Ampíes, porque parte de la comarca que hoy conforma el territorio venezolano, sería cedida por Carlos I de España a los Welser de Augsburgo, por ciertos compromisos prestatarios entre el rey y los banqueros germanos. Estos, después de firmar las correspondientes capitulaciones, mandaban a sus gobernadores para que comenzaran la exploración y explotación del territorio, conocido entonces como la Provincia de Venezuela.

## Al servicio de los Welser
Durante el tiempo en que se producían aquello cambios, el extremeño Hernando de Alcocer había llegado a Santo Domingo a finales de 1528 y se enrolaba en la expedición que al mando del gobernador alemán Ambrosio Alfinger se prestaba a explorar la concesión territorial cedida a los germanos. El 24 de febrero de 1529, al mando de 274 soldados españoles (muchos con sus mujeres e hijos), llegaba Alfinger a Santa Ana de Coro (Venezuela) para hacerse cargo de la concesión y comenzar la exploración del territorio asignado a los Welser. 
Después de los preparativos necesarios, en agosto de 1529, Alfinger y sus hombres emprendían largas expediciones hacia el Lago de Maracaibo y posteriormente al norte de la actual Colombia. En la segunda salida expedicionaria, desde las Sierras Nevadas de Santa Marta, suben siguiendo el curso del río Magdalena, y en el territorio de los “pacabueyes” próximo a las ciénagas de la Zapatosa, Alfinger decide enviar a Santa Ana de Coro 110 kilos de oro que, con engaños o a la fuerza, habían obtenido de los indios de aquellas regiones colombianas.
Como aquella riqueza obtenida había que sacarla del entorno, para transportar la carga aurífera, Alfinger manda al capitán Iñigo de Vasconia al mando de 25 soldados para llevarla hasta Santa Ana de Coro, que era la base de sus operaciones. Después de un cúmulo de avatares y penalidades, los soldados de Vasconia se pierden por aquellas intrincadas y fragosas serranías, y de hambre o flechados por los indios de las comarcas atravesadas, van muriendo en el camino de regreso. Pero los pocos que quedan de la expedición, antes de morir deciden enterrar el oro al lado de un frondoso árbol. 
Volviendo a la partida de Iñigo de Vasconia, el trujillano Francisco Martínez Vegaso, es el único componente que logra salvarse de morir porque estando en las últimas, los indios de un poblado, apenadamente lo recogen y le salvan la vida. En agradecimiento a sus protectores, u obligado por su situación, se quedará casi tres años como esclavo entre los indios que lo han salvado. Pero este Martín es demasiado avispado y ha entendido que tiene que adaptarse a las situaciones que el azar le depara. Aguanta, transige… y, además de convertirse en un astuto y respetado guerrero, logrará casarse con la hija del cacique de la tribu que lo ha salvado.

## Regreso a Coro
Los de Alfinger daban por perdida la partida de soldados que habían enviado a Coro, y desde los parajes del río Magdalena, donde después Gonzalo Jiménez de Quesada fundaría la ciudad de Barrancabermeja, Alfinger decide regresar a Coro a primeros de junio de 1533. Cuando volvían, en un enfrentamiento con los indios, una flecha envenenada acabará con su vida en las inmediaciones de la actual ciudad de la Pamplona andina. Los soldados que han sobrevivido a tan arriesgada aventura, al faltarles su capitán, siguen el camino de Coro y durante el trayecto, los componentes de una partida que iban al mando de Hernando de Alcocer, son atacados por un grupo de indígenas. 
Ante la arremetida defensiva de los españoles, estos quedaron estupefactos porque uno de los indios atacantes les habló en perfecto castellano y los sorprendidos soldados de Alcocer quisieron saber quien era aquel personaje, ataviado y embijado a la usanza indígena, que les hablaba en castellano. Era el tal Francisco Martínez Vegaso, componente de la expedición de Vasconia y antiguo compañero de Alcocer en la expedición del alemán.
Unos y otros se identifican y cuando se reconocen se llevan la gran alegría. Después que los de Alcocer descansaron algunos días y los agasajaron en el poblado indígena donde estaba Martínez Vegaso, los españoles partían rumbo a Coro llevándose al tal Martínez Vegaso.

## Nuevas expediciones
Posteriormente a este incidente, en diciembre de 1536, el teniente de gobernador, el alemán Nicolás de Federmann, emprendía otra expedición exploradora hacia los parajes de la cordillera andina donde creían que se encontraba el mítico Dorado. Alcocer también era componente de aquella aciaga expedición que, como los demás soldados, sufriría un cúmulo de penalidades y enfrentamientos con los indígenas. Después de un sinfín de sacrificios e infortunios, en esa larga exploración, llegaron hasta donde posteriormente se fundará Bogotá y allí se encontraron con las fuerzas conquistadoras de Gonzalo Jiménez de Quesada y de Sebastián de Belalcázar. 
Como particularmente los alemanes tenían el objetivo comercial de explotar al máximo la concesión que les había asignado Carlos I, sus métodos comerciales estaban orientados a sacar beneficiosos dividendos de todo lo que pudiera comercializarse. Además de tener hipotecados a los soldados españoles que actuaban en la Provincia de Venezuela, no los trataban ni con las consideraciones humanas ni con el respeto debido; por estas razones Alcocer y la mayoría de los soldados que llegaron con Federmann a las tierras andinas de Bogotá, se unieron a las fuerzas de Jiménez de Quesada y de otros capitanes, y se acomodaron en las mesnadas de aquellos, o se repartieron por la zona andina colombiana. 
En esta nueva etapa conquistadora, Alcocer fue un destacado soldado que intervino activamente en las fundaciones de Pamplona, Tocaima, Ibagué y Mariquita, se quedó en aquellos territorios y obtuvo merecidas recompensas.

## Soldado y hombre de negocios
Por las razones apuntadas, Alcocer tomó la determinación de quedarse en los territorios andinos. Una vez asentado en las nuevas tierras, en unión del capitán Olalla abrió el camino de Honda á la Sabana y ambos fundaron la pequeña ciudad de la Villeta. 
Como hombre de ideas progresista, entonces intuyó que el transporte de mercancías podía ser un buen negocio. Y se le ocurrió la idea de establecer una empresa de transportes comarcales poniendo recuas de mulas y carros, que enlazaban con una pequeña flota de barcos en el río Magdalena. Además de estos negocios, fue encomendero de Bojacá, Pasquilla, Sasaima, Chaquisaque y de otros lugares de aquellos contornos colombianos. 
Afincado en los alrededores de Bogotá, casó con doña Guiomar Sotomayor, y en segundas nupcias con una hija de Isabel Galeano, hermana del capitán Martín Galeano, quien fuera fundador de Vélez (Colombia). Después de una activa vida castrense de innumerables sacrificios, como no tuviera hijos que le heredasen, dejó su cuantiosa fortuna a un sobrino, Andrés de Piérola, con la condición de que se casase con su viuda, lo cual se llevó á cabo a su debido tiempo.